# Segreterie di Stato della Repubblica di San Marino
Le Segreterie di Stato della Repubblica di San Marino sono le unità amministrative che costituiscono il Congresso di Stato, ossia il Governo della Repubblica di San Marino; equivalgono ai Ministeri italiani.
I Segretari di stato attuali sono stati istituiti dalla normativa dalla Legge Qualificata 15 dicembre 2005 n. 184.

## Le Segreterie di Stato
- Segreteria di Stato per gli affari esteri e politici
- Segreteria di Stato per affari interni e per la giustizia
- Segreteria di Stato per affari interni, funzione pubblica, affari istituzionali, rapporti con le giunte di castello
- Segreteria di Stato per le finanze e il bilancio
- Segreteria di Stato per l'industria e l'artigianato
- Segreteria di Stato per l'istruzione e la cultura
- Segreteria di Stato per il lavoro e la cooperazione
- Segreteria di Stato per la sanità e la sicurezza sociale
- Segreteria di Stato per il territorio e l'ambiente
- Segreteria di Stato per il turismo